# Passalidae
Famille
Les Passalidae forment une famille de coléoptères d'environ 500 espèces. 

## Description
Les espèces appartenant à cette famille mesurent entre 2 et 7 centimètres de long.

## Taxinomie
Selon ITIS (27 septembre 2013) :
- genre Popilius
- sous-famille Aulacocyclinae Kaup, 1868
  - genres non listés
- sous-famille Passalinae Leach, 1815
  - genres non listés

Selon NCBI (27 septembre 2013) :
- genre Aulacocyclus
- genre Cylindrocaulus
- genre Odontotaenius

Selon Paleobiology Database (27 septembre 2013) :
- sous-famille Aulacocyclinae
  - genres non listés
- genre Macrolinus
- sous-famille Passalinae
  - genres non listés
- genre Passalus